# Пам'ятник Михайлові Грушевському (Борщів)
Пам'ятник Михайлові Грушевському — пам'ятник (у ТІМСі вказано — меморіальна таблиця) українському історику, політику й громадському діячу Михайлові Грушевському на вул. Шевченка (цукрозавод) у місті Борщові Тернопільської області. Пам'ятка монументального мистецтва місцевого значення, охоронний номер 1305.

## Відкриття
Відкритий 1992 року.